# Spanjesjön
Spanjesjön är en sjö i Dorotea kommun i Lappland och ingår i Ångermanälvens huvudavrinningsområde. Sjön har en area på 0,419 kvadratkilometer och ligger 615,2 meter över havet. Spanjesjön ligger i Rödingsjö Natura 2000-område.

## Delavrinningsområde
Spanjesjön ingår i det delavrinningsområde (718524-146603) som SMHI kallar för Utloppet av Spanjesjön. Medelhöjden är 637 meter över havet och ytan är 1,74 kvadratkilometer. Det finns inga avrinningsområden uppströms utan avrinningsområdet är högsta punkten. Vattendraget som avvattnar avrinningsområdet har biflödesordning 3, vilket innebär att vattnet flödar genom totalt 3 vattendrag innan det når havet efter 286 kilometer. Avrinningsområdet består mestadels av skog (76 procent). Avrinningsområdet har 0,42 kvadratkilometer vattenytor vilket ger det en sjöprocent på 24,1 procent.